# 可口可乐希腊装瓶公司
可口可乐希腊装瓶公司（Coca-Cola HBC AG、Coca-Cola Hellenic Bottling Company ，简称Coca-Cola Hellenic），是一家可口可乐装瓶公司，在伦敦证券交易所上市，在雅典证券交易所二次上市。

## 历史
希腊装瓶公司（Hellenic Bottling Company SA）于1969年在雅典成立。可口可乐公司同年授予该公司在希腊的装瓶权。2000年8月，希腊装瓶公司收购了可口可乐阿马提尔公司（Coca- Cola Amatil）的欧洲业务可口可乐饮料公司（Coca-Cola Beverages Ltd），形成可口可乐装瓶公司（Coca-Cola Hellenic Bottling Company SA）。
2012年10月，该公司宣布将其运营总部迁至瑞士，并将其主要上市地转移至伦敦，以获得更好的融资渠道，并摆脱危机重重的希腊。这对雅典股市来说是一个重大打击，因为它当时是雅典市值最大的上市公司。
2013年4月29日，该公司获准进入伦敦证券交易所的主要市场。
2013年9月11日，该公司成为FTSE 100和FTSE All-Share指数。2014年，它在道琼斯可持续发展指数中被评为饮料公司的行业领袖。
2014年7月24日，公司宣布将其美国存托凭证从纽约证券交易所退市。
2019年2月18日，该公司宣布以2.6亿欧元的价格从Mid Europa Partners收购塞尔维亚食品公司Bambi。 

## 运营
可口可乐HBC在3大洲的29个国家开展业务。Leventis-David Group持有其23%的股份，可口可乐公司持有22.9%。